# Список глав правительства Северной Македонии
Список глав правительства Северной Македонии включает руководителей правительств Северной Македонии (до 2019 года именовавшейся Македония), включая повстанческое правительство 1903 года (), независимо от исторического наименования должности руководителя правительства и степени независимости государства в этот период.
В настоящее время правительство возглавляет Премьер Республики Северной Македонии (макед. Премиерот на Република Северна Македонија, алб. Kryeministri I Republikës Së Maqedonisë Veriore), являющийся руководителем исполнительной власти страны. Мандат на формирование правительства предоставляется Президентом республики в течение 10 дней после созыва нового состава Собрания Северной Македонии; глава партии, набравшей большинство голосов на парламентских выборах, становится главным претендентом на этот пост. После одобрения (большинством голосов от общего числа депутатов) кандидатуры Собранием, которому кандидат представляет свою программу действий, назначение на пост производится Президентом. Премьер управляет деятельностью правительства и осуществляет её координацию, представляет кабинет на международной арене. На протяжении срока полномочий он обладает неприкосновенностью; может быть отрешён от должности путём объявления вотума недоверия, достигаемому большинством голосов от общего числа депутатов Собрания. Отставка премьера, его смерть или постоянная неспособность выполнять обязанности влекут за собой отставку всего правительства.
Использованная в первом столбце таблиц нумерация является условной; также условным является использование в первом столбце цветовой заливки, служащей для упрощения восприятия принадлежности лиц к различным политическим силам без необходимости обращения к столбцу, отражающему партийную принадлежность. Наряду с партийной принадлежностью, в столбце «Партия» также отражён внепартийный (независимый) статус персоналий. В столбце «Выборы» отражены состоявшиеся выборные процедуры; в случае, если глава правительства получил полномочия без таковых, столбец не заполняется. Для удобства список разделён на принятые в историографии периоды истории страны. Приведённые в преамбулах к каждому из разделов описания этих периодов призваны пояснить особенности политической жизни.
15 января 2019 года в Северной Македонии вступил в силу закон, по которому албанский язык стал вторым государственным в стране.

## Крушевская республика (1903)
Крушевская республика (макед. Крушевска република) была образована во время Илинденского восстания и просуществовала 10 дней — с 3 августа 1903 года по 13 августа 1903 года. Восставшим удалось выбить османские войска из Крушева, самого высокогорного города Македонии, в котором был созван Совет Республики, состоящий из 60 членов — по 20 человек от каждой этно-религиозной общины (македонские болгары-экзархисты; славяно-, албано- и арумыноязычные православные Константинопольского патриархата и арумыны). Руководителем Временного революционного правительства республики в составе 6 членов (по 2 от каждой общины) стал тесняк Никола Карев. Однако уже 13 августа город был занят превосходящими османскими войсками и сожжён.
|        | Портрет | Имя (годы жизни)                                            | Полномочия     | Полномочия      | Партия                                                                | Пр.         |
| Начало | Портрет | Имя (годы жизни)                                            | Окончание      |                 | Партия                                                                | Пр.         |
| ------ | ------- | ----------------------------------------------------------- | -------------- | --------------- | --------------------------------------------------------------------- | ----------- |
|        |         | Никола Янакиев Карев (1877—1905) болг. Никола Янакиев Карев | 3 августа 1903 | 13 августа 1903 | Болгарская рабочая социал-демократическая партия (тесных социалистов) | [ 8 ] [ 9 ] |

## Правительство АСНОМ (1944—1945)
Антифашистское собрание по народному освобождению Македонии (макед. Антифашистичко Собрание на Народното Ослободување на Македонија), сокращённо АСНОМ, первое пленарное заседание которого состоялось 2 августа 1944 года в монастыре Прохора Пчиньского (недалеко от города Куманово), провозгласило македонскую государственность, себя верховным, законодательным, представительским и исполнительным органом государственной власти Македонии, и признало македонский язык официальным языком в этом государстве. В конце заседания был избран Президиум АСНОМ с функциями правительства, под председательством (макед. Претседател на АСНОМ) Методии Андонова-Ченто.
|                                                                           | Портрет | Имя (годы жизни)                                                | Полномочия     | Полномочия   | Партия      | Пр.                  |
| Начало                                                                    | Портрет | Имя (годы жизни)                                                | Окончание      |              | Партия      | Пр.                  |
| ------------------------------------------------------------------------- | ------- | --------------------------------------------------------------- | -------------- | ------------ | ----------- | -------------------- |
| председатель Антифашистского собрания по народному освобождению Македонии |         |                                                                 |                |              |             |                      |
| 1                                                                         |         | Методия Андонов-Ченто (1902—1957) макед. Методија Андонов-Ченто | 2 августа 1944 | 7 марта 1945 | независимый | [ 11 ] [ 12 ] [ 13 ] |

## В составе Демократической Федеративной Югославии (1945)
29 ноября 1943 года в боснийском городе Яйце на второй сессии Антифашистского вече народного освобождения Югославии (АВНОЮ) было принято решение о строительстве после окончания Второй мировой войны демократического федеративного государства югославских народов под руководством Коммунистической партии Югославии. Были заложены основы федеративного устройства страны из 6 частей (Сербия, Хорватия, Босния и Герцеговина, Словения, Македония и Черногория).
7 марта 1945 года в Белграде было сформировано получившее международное признание временное правительство Демократической Федеративной Югославии во главе с Иосипом Броз Тито, в которое вошли и министры по делам каждого из составивших федерацию федеральных государств. Вскоре были сформированы правительства каждого из федеральных государств (9 апреля — Сербии, 14 апреля — Хорватии, 16 апреля — Македонии, 17 апреля — Черногории, 27 апреля — Боснии и Герцеговины, и 5 мая — Словении). В составе Демократической Федеративной Югославии Македония получила название Демократическая Федеральная Македония (макед. Демократска Федерална Македонија).

Границы Северной Македонии, установленные в 1945 году, и историческая область Македония

На третьем заседании Антифашистского собрания по народному освобождению Македонии (АСНОМ) 16 апреля 1945 года в Скопье АСНОМ был преобразован в Народное собрание (парламент) Македонии, Президиум АСНОМ — в Правительство Демократической Федеральной Македонии, первым его председателем стал Лазар Колишевский. 29 ноября 1945 года Учредительная скупщина Югославии окончательно ликвидировала монархию и провозгласила Федеративную Народную Республику Югославия, с преобразованием федеральных государств в народные республики, в числе которых была и Народная Республика Македония.
|        | Портрет | Имя (годы жизни) | Полномочия     | Полномочия     | Партия                              | Должность                                                                        | Кабинет                                                                          | Пр.           |
| Начало | Портрет | Имя (годы жизни) | Окончание      |                | Партия                              | Должность                                                                        | Кабинет                                                                          | Пр.           |
| ------ | ------- | --- | -------------- | -------------- | ----------------------------------- | -------------------------------------------------------------------------------- | -------------------------------------------------------------------------------- | ------------- |
|        |         | Эмануил Христов Чучков (1901–1967) макед. Емануил Христов Чучков                                                       | 7 марта 1945   | 16 апреля 1945 | независимый                         | министр Македонии (во временном правительстве ДФЮ) макед. Министер за Македонија | министр Македонии (во временном правительстве ДФЮ) макед. Министер за Македонија | [ 18 ]        |
| 2 (I)  |         | Лазар Колишевский-Митре (1907–1984) макед. Лазар Колишевски-Митре урожд. Лазар Панев Колишев болг. Лазар Панев Колишев | 16 апреля 1945 | 31 января 1946 | Македонская коммунистическая партия | председатель правительства макед. Претседателот на владата                       | Колишевский—I                                                                    | [ 19 ] [ 20 ] |

## В составе ФНРЮ (1945—1963)
После провозглашения 29 ноября 1945 года Учредительной скупщиной Федеративной Народной Республики Югославия входившие в состав Демократической Федеративной Югославии государства были преобразованы в народные республики, в числе которых была и Народная Республика Македония (макед. Народна Република Македонија). Официально это название было принято 31 января 1946 года. До 3 февраля 1953 года Народное правительство возглавлял его председатель (макед. Претседател на народната влада), позже правительство получило название Исполнительный совет Народного собрания Народной Республики Македонии (макед. Извршен совет на Народното Собрание на НР Македонија), а его руководитель — Председатель Исполнительного совета Народного собрания (макед. Претседател на Извршниот совет на Народното Собрание).
|                                                        | Портрет         | Имя (годы жизни) | Полномочия      | Полномочия                                                       | Партия                              | Кабинет       | Пр.           |
| Начало                                                 | Портрет         | Имя (годы жизни) | Окончание       |                                                                  | Партия                              | Кабинет       | Пр.           |
| ------------------------------------------------------ | --------------- | --- | --------------- | ---------------------------------------------------------------- | ----------------------------------- | ------------- | ------------- |
| Председатели народного правительства                   |                 | |                 |                                                                  |                                     |               |               |
| 2 (I—IV)                                               |                 | Лазар Колишевский-Митре (1907–1984) макед. Лазар Колишевски-Митре урожд. Лазар Панев Колишев болг. Лазар Панев Колишев | 31 января 1946  | 18 апреля 1946                                                   | Македонская коммунистическая партия | Колишевский—I | [ 19 ] [ 20 ] |
| 2 (I—IV)                                               | 18 апреля 1946  | Лазар Колишевский-Митре (1907–1984) макед. Лазар Колишевски-Митре урожд. Лазар Панев Колишев болг. Лазар Панев Колишев | 31 декабря 1946 | Колишевский—II                                                   | Македонская коммунистическая партия |               | [ 19 ] [ 20 ] |
| 2 (I—IV)                                               | 31 декабря 1946 | Лазар Колишевский-Митре (1907–1984) макед. Лазар Колишевски-Митре урожд. Лазар Панев Колишев болг. Лазар Панев Колишев | 6 января 1951   | Колишевский—III                                                  | Македонская коммунистическая партия |               | [ 19 ] [ 20 ] |
| 2 (I—IV)                                               | 6 января 1951   | Лазар Колишевский-Митре (1907–1984) макед. Лазар Колишевски-Митре урожд. Лазар Панев Колишев болг. Лазар Панев Колишев | 3 февраля 1953  | Македонская коммунистическая партия → Союз коммунистов Македонии | Колишевский—IV                      |               | [ 19 ] [ 20 ] |
| Председатели Исполнительного совета Народного собрания |                 | |                 |                                                                  |                                     |               |               |
| 2 (V)                                                  |                 | Лазар Колишевский-Митре (1907–1984) макед. Лазар Колишевски-Митре урожд. Лазар Панев Колишев болг. Лазар Панев Колишев | 3 февраля 1953  | 19 декабря 1953                                                  | Союз коммунистов Македонии          | Колишевский—V | [ 19 ] [ 20 ] |
| 3 (I—II)                                               |                 | Люпчо Арсов (1910–1986) макед. Љупчо Арсов                                                                             | 19 декабря 1953 | 15 апреля 1958                                                   | Союз коммунистов Македонии          | Арсов         | [ 19 ] [ 23 ] |
| 3 (I—II)                                               | 15 апреля 1958  | Люпчо Арсов (1910–1986) макед. Љупчо Арсов                                                                             | 21 декабря 1960 | Арсов / Грличков                                                 | Союз коммунистов Македонии          |               | [ 19 ] [ 23 ] |
| 4 (I—II)                                               |                 | Александар Грличков (1923–1989) макед. Александар Грличков                                                             | 21 декабря 1960 | Арсов / Грличков                                                 | Союз коммунистов Македонии          | 7 апреля 1963 | [ 24 ] [ 25 ] |

## В составе СФРЮ (1963—1991)
Вступившая в силу 7 апреля 1963 года новая конституция Югославии провозгласила страну социалистическим государством, в соответствии с чем его название было изменено на Социалистическая Федеративная Республика Югославия, а входившие в её состав республики получили название социалистических, включая Социалистическую Республику Македонию (макед. Социјалистичка Република Македонија). Правительство Македонии получило название Исполнительный совет Собрания Социалистической Республики Македонии (макед. Извршниот Совет на Собранието на Социјалистичка Република Македонија), название должности его руководителя — Председатель Исполнительного совета Собрания (макед. Претседател на Извршниот совет на Собранието).
25 января 1991 года Народным собранием была принята была принята Декларация о суверенитете Социалистической Республики Македонии, а 7 июня 1991 года — конституционная поправка, изменившая название страны на Республика Македония (макед. Република Македонија). После проведения 8 сентября 1991 года референдума по вопросу независимости, 17 сентября 1991 года была принята новая Конституция, провозглашавшая Македонию независимым государством.
|           | Портрет         | Имя (годы жизни)                                                    | Полномочия       | Полномочия       | Партия                                                                                              | Выборы      | Кабинет          | Пр.           |
| Начало    | Портрет         | Имя (годы жизни)                                                    | Окончание        |                  | Партия                                                                                              | Выборы      | Кабинет          | Пр.           |
| --------- | --------------- | ------------------------------------------------------------------- | ---------------- | ---------------- | --------------------------------------------------------------------------------------------------- | ----------- | ---------------- | ------------- |
| 4 (I—II)  |                 | Александар Грличков (1923–1989) макед. Александар Грличков          | 7 апреля 1963    | 25 июня 1963     | Союз коммунистов Македонии                                                                          | [ комм. 8 ] | Арсов / Грличков | [ 24 ] [ 25 ] |
| 4 (I—II)  | 25 июня 1963    | Александар Грличков (1923–1989) макед. Александар Грличков          | 11 мая 1965      | Грличков         | Союз коммунистов Македонии                                                                          | [ комм. 8 ] |                  | [ 24 ] [ 25 ] |
| 5 (I—II)  |                 | Никола Минчев (1915–1997) макед. Никола Минчев                      | 11 мая 1965      | 12 мая 1967      | Союз коммунистов Македонии                                                                          | [ комм. 8 ] | Минчев—I         | [ 29 ]        |
| 5 (I—II)  | 12 мая 1967     | Никола Минчев (1915–1997) макед. Никола Минчев                      | 24 сентября 1968 | Минчев—II        | Союз коммунистов Македонии                                                                          | [ комм. 8 ] |                  | [ 29 ]        |
| 6 (I—III) |                 | Ксенте Богоев (1919–2008) макед. Ксенте Богоев                      | 24 сентября 1968 | 7 мая 1969       | Союз коммунистов Македонии                                                                          | [ комм. 8 ] | Богоев—I         | [ 30 ] [ 31 ] |
| 6 (I—III) | 7 мая 1969      | Ксенте Богоев (1919–2008) макед. Ксенте Богоев                      | 29 декабря 1971  | Богоев—II        | Союз коммунистов Македонии                                                                          | [ комм. 8 ] |                  | [ 30 ] [ 31 ] |
| 6 (I—III) | 29 декабря 1971 | Ксенте Богоев (1919–2008) макед. Ксенте Богоев                      | 8 мая 1974       | Богоев—III       | Союз коммунистов Македонии                                                                          | [ комм. 8 ] |                  | [ 30 ] [ 31 ] |
| 7 (I—II)  |                 | Благой Попов (1920–1992) макед. Благој Попов                        | 8 мая 1974       | 28 апреля 1978   | Союз коммунистов Македонии                                                                          | [ комм. 8 ] | Попов—I          | [ 32 ]        |
| 7 (I—II)  | 28 апреля 1978  | Благой Попов (1920–1992) макед. Благој Попов                        | 28 апреля 1982   | Попов—II         | Союз коммунистов Македонии                                                                          | [ комм. 8 ] |                  | [ 32 ]        |
| 7         |                 | Драголюб Ставрев (1932–2003) макед. Драгољуб Ставрев                | 28 апреля 1982   | 28 апреля 1986   | Союз коммунистов Македонии                                                                          | [ комм. 8 ] | Ставрев          | [ 33 ]        |
| 8         |                 | Глигорие Трпев Гоговский (1943–2022) макед. Глигорие Трпев Гоговски | 28 апреля 1986   | 20 марта 1991    | Союз коммунистов Македонии                                                                          | [ комм. 8 ] | Гоговский        | [ 34 ]        |
| 9         |                 | Никола Клюсев (1927–2008) макед. Никола Кљусев                      | 20 марта 1991    | 17 сентября 1991 | независимый в коалиции с Партией демократического процветания, ВМРО—ДПМНЕ и независимыми политиками | 1990        | Клюсев           | [ 35 ]        |

## Республика Македония (1991—2019)
После проведения 8 сентября 1991 года референдума по вопросу независимости, 17 сентября 1991 года была принята новая Конституция, провозглашавшая Македонию независимым государством. Пост руководителя правительства согласно ей получил название Премьер (макед. Премиерот).
|           | Портрет         | Имя (годы жизни)                                      | Полномочия       | Полномочия | Партия | Выборы                                                                                                 | Кабинет            | Пр.                  |
| Начало    | Портрет         | Имя (годы жизни)                                      | Окончание        | | Партия | Выборы                                                                                                 | Кабинет            | Пр.                  |
| --------- | --------------- | ----------------------------------------------------- | ---------------- | --- | --- | --- | ------------------ | -------------------- |
| (9)       |                 | Никола Клюсев (1927–2008) макед. Никола Кљусев        | 17 сентября 1991 | 5 сентября 1992 | независимый в коалиции с Партией демократического процветания, ВМРО—ДПМНЕ и независимыми политиками | 1990                                                                                                   | Клюсев             | [ 35 ]               |
| 10 (I—II) |                 | Бранко Црвенковский (1962–) макед. Бранко Црвенковски | 5 сентября 1992  | 20 декабря 1994 | независимый в коалиции с Партией демократического процветания, Социал-демократическим союзом Македонии и независимыми политиками | 1990                                                                                                   | Црвенковский (I)   | [ 36 ] [ 37 ] [ 38 ] |
| 10 (I—II) | 20 декабря 1994 | Бранко Црвенковский (1962–) макед. Бранко Црвенковски | 30 ноября 1998   | 1994 | независимый в коалиции с Партией демократического процветания, Социал-демократическим союзом Македонии и независимыми политиками | Црвенковский (II)                                                                                      |                    | [ 36 ] [ 37 ] [ 38 ] |
| 11        |                 | Люпчо Георгиевский (1966–) макед. Љупчо Георгиевски   | 30 ноября 1998   | 1 ноября 2002 | ВМРО—ДПМНЕ в коалиции с Демократической альтернативой и Демократической партией албанцев; с 28 декабря 1999 года независимыми политиками, с 20 ноября 2000 года Либеральной партией Македонии, с 13 мая 2001 года Социал-демократическим союзом Македонии | 1998                                                                                                   | Георгиевский       | [ 39 ] [ 40 ] [ 41 ] |
| 10 (III)  |                 | Бранко Црвенковский (1962–) макед. Бранко Црвенковски | 1 ноября 2002    | 12 мая 2004 | Социал-демократический союз Македонии в коалиции с Демократическим союзом за интеграцию и Либерально-демократической партией | 2002                                                                                                   | Црвенковский (III) | [ 36 ] [ 37 ] [ 38 ] |
| и. о.     |                 | Радмила Шечеринская (1972–) макед. Радмила Шеќеринска | 12 мая 2004      | 2 июня 2004 | Социал-демократический союз Македонии в коалиции с Демократическим союзом за интеграцию и Либерально-демократической партией | 2002                                                                                                   | Црвенковский (III) | [ 42 ]               |
| 12        |                 | Хари Костов (1959–) макед. Хари Костов                | 2 июня 2004      | 18 ноября 2004 | Социал-демократический союз Македонии в коалиции с Демократическим союзом за интеграцию и Либерально-демократической партией | 2002                                                                                                   | Костов             | [ 43 ] [ 44 ]        |
| и. о.     |                 | Радмила Шечеринская (1972–) макед. Радмила Шеќеринска | 18 ноября 2004   | 17 декабря 2004 | Социал-демократический союз Македонии в коалиции с Демократическим союзом за интеграцию и Либерально-демократической партией | 2002                                                                                                   | Костов             | [ 42 ]               |
| 13        |                 | Владо Бучковский (1962–) макед. Владо Бучковски       | 17 декабря 2004  | 28 августа 2006 | Социал-демократический союз Македонии в коалиции с Демократическим союзом за интеграцию и Либерально-демократической партией | 2002                                                                                                   | Бучковский         | [ 45 ] [ 46 ]        |
| 14 (I—IV) |                 | Никола Груевский (1970–) макед. Никола Груевски       | 28 августа 2006  | 27 июля 2008 | ВМРО—ДПМНЕ в коалиции с Новой социал-демократической партией, Демократической партией албанцев, Либеральной партией Македонии, Социалистической партией Македонии и Партией за продвижение турок в Македонии                                              | 2006                                                                                                   | Груевский (I)      | [ 47 ] [ 48 ] [ 49 ] |
| 14 (I—IV) | 27 июля 2008    | Никола Груевский (1970–) макед. Никола Груевски       | 28 июля 2011     | ВМРО—ДПМНЕ в коалиции с Демократическим союзом за интеграцию и Социалистической партией Македонии                          | 2008 | Груевский (II)                                                                                         |                    | [ 47 ] [ 48 ] [ 49 ] |
| 14 (I—IV) | 28 июля 2011    | Никола Груевский (1970–) макед. Никола Груевски       | 19 июня 2014     | ВМРО—ДПМНЕ в коалиции с Демократическим союзом за интеграцию                                                               | 2011 | Груевский (III)                                                                                        |                    | [ 47 ] [ 48 ] [ 49 ] |
| 14 (I—IV) | 19 июня 2014    | Никола Груевский (1970–) макед. Никола Груевски       | 18 января 2016   | ВМРО—ДПМНЕ в коалиции с Демократическим союзом за интеграцию, Социалистической партией Македонии и независимыми политиками | 2014 | Груевский (IV)                                                                                         |                    | [ 47 ] [ 48 ] [ 49 ] |
| 15        |                 | Эмил Димитриев (1979–) макед. Емил Димитриев          | 18 января 2016   | 31 мая 2017 | 2014 | ВМРО—ДПМНЕ в коалиции с Демократическим союзом за интеграцию и Социал-демократическим союзом Македонии | Димитриев          | [ 50 ] [ 51 ]        |
| 16 (I)    |                 | Зоран Заев (1974–) макед. Зоран Заев                  | 31 мая 2017      | 12 февраля 2019 | Социал-демократический союз Македонии в коалиции с Демократическим союзом за интеграцию, Альянсом за албанцев, Новой социал-демократической партией, Партией за продвижение турок в Македонии, Партией за полную эмансипацию цыган Македонии              | 2016                                                                                                   | Заев (I)           | [ 52 ] [ 53 ] [ 54 ] |

## Республика Северная Македония (с 2019)
12 июня 2018 года правительства Греции и Македонии после долгого спора пришли к консенсусу, по которому македонская сторона приняла решение начать процедуру смены названия на Республика Северная Македония (макед. Република Северна Македонија, алб. Republika e Maqedonisë së Veriut). 30 сентября 2018 года прошёл референдум, на котором граждане могли выразить своё отношение к этому соглашению, который был признан не состоявшимся. 11 января 2019 года парламент Македонии одобрил изменение названия страны (81 голосами при необходимых 80). 25 января 2019 года соглашение ратифицировал парламент Греции (153 голосами при необходимых 151). 12 февраля 2019 года соглашение о переименовании Республики Македонии в Северную Македонию официально вступило в силу.
|         | Портрет | Имя (годы жизни)                                             | Полномочия      | Полномочия      | Партия | Выборы | Кабинет     | Пр.                  |
| Начало  | Портрет | Имя (годы жизни)                                             | Окончание       |                 | Партия | Выборы | Кабинет     | Пр.                  |
| ------- | ------- | ------------------------------------------------------------ | --------------- | --------------- | --- | ------ | ----------- | -------------------- |
| 16(I)   |         | Зоран Заев (1974–) макед. Зоран Заев                         | 12 февраля 2019 | 3 января 2020   | Социал-демократический союз Македонии в коалиции с Демократическим союзом за интеграцию, Альянсом за албанцев, Новой социал-демократической партией, Либерально-демократической партией, Партией за продвижение турок в Македонии, Партией за полную эмансипацию цыган Македонии и независимыми политиками | (2016) | Заев (I)    | [ 52 ] [ 53 ] [ 54 ] |
| 17      |         | Оливер Спасовский (1976–) макед. Оливер Спасовски            | 3 января 2020   | 30 августа 2020 | Социал-демократический союз Македонии в коалиции с Демократическим союзом за интеграцию, ВМРО—ДПМНЕ, Новой социал-демократической партией, Партией за полную эмансипацию цыган Македонии и независимыми политиками                                                                                         | (2016) | Спасовский  | [ 57 ] [ 58 ] [ 59 ] |
| 16 (II) |         | Зоран Заев (1974–) макед. Зоран Заев                         | 30 августа 2020 | 16 января 2022  | Социал-демократический союз Македонии в коалиции с Демократическим союзом за интеграцию, Либерально-демократической партией и Движением Беса | 2020   | Заев (II)   | [ 52 ] [ 53 ] [ 54 ] |
| 18      |         | Димитар Ковачевский (1974–) макед. Димитар Ковачевски        | 16 января 2022  | 28 января 2024  | Социал-демократический союз Македонии в коалиции с Демократическим союзом за интеграцию, Либерально-демократической партией и партией «Альтернатива» | 2020   | Ковачевский | [ 60 ] [ 61 ]        |
| 19      |         | Талат Джафери (1962—) макед. Талат Џафери алб. Talat Xhaferi | 28 января 2024  | 23 июня 2024    | Демократический союз за интеграцию в коалиции с Социал-демократическим союзом Македонии, Либерально-демократической партией, ВМРО—ДПМНЕ и Альянсом за албанцев | 2020   | Джафери     | [ 62 ] [ 63 ]        |
| 20      |         | Христиан Мицкоский (1977–) макед. Христијан Мицкоски         | 23 июня 2024    | действующий     | ВМРО—ДПМНЕ в коалиции с партией За нашу Македонию и коалицией ВЛЕН | 2024   | Мицкоски    | [ 64 ] [ 65 ]        |